# أنطون فيرنر
انطون فيرنر (بالألمانية: Anton von Werner )‏ (و. 1843 – 1915 م) هو رسام، من ألمانيا، ولد في فرانكفورت، وكان عضوًا في الأكاديمية الملكية السويدية للفنون، توفي في برلين، عن عمر يناهز 72 عاماً.

## التعليم
تعلم في Prussian Academy of Arts ‏.

## جوائز
حصل على جوائز منها:
- النيشان البافاري الماكسيميلياني للعلوم والفن (1887)
- Order of the Red Eagle 1st Class  [لغات أخرى]‏.